# Orgue Théodore Puget de la cathédrale d'Orange
L'Orgue Théodore Puget de la cathédrale d'Orange est un orgue installé dans la cathédrale Notre-Dame-de-Nazareth d'Orange dans la ville d'Orange en France.
L'orgue a été reconstruit en 1912 par Théodore Puget.

## Historique
Le document le plus ancien faisant état de la présence d’un orgue à la cathédrale date de 1551; Jean Gamon de Tournon effectue une réparation pour un montant de 326 florins. Le 20 décembre 1561, lors de la mise à sac de la ville par les protestants l’orgue est brûlé.
En 1637, un orgue neuf, offert par Monseigneur de Tulle, Évêque d’Orange, est construit par les Frères Eustache, facteurs d’orgues à Marseille. Ils l’installèrent sur une tribune érigée dans l’absidiole/chapelle, en face de la sacristie.
Pendant la période révolutionnaire, l’orgue participe aux cérémonies de la Déesse Raison à qui la cathédrale était consacrée. L’orgue des Frères Eustache est remplacé par un instrument de 10 jeux, acheté en 1862 au conseil de fabrique de la cathédrale de Digne, pour la somme de 5000 francs.
La tribune actuelle, offerte par Monseigneur du Tillet, dernier évêque d’Orange a été construite en 1775.
En 1911, l’orgue devenu inutilisable est repris et démonté par le facteur toulousain Thédore Puget et en 1912, il reconstruit l’instrument actuel. Pour ce faire, Puget utilise les jeux anciens et complète l’orgue avec des jeux de facture industrielle, essentiellement à caractère romantique. Il garde le buffet central peut-être d’origine italienne du facteur Piantanida, auquel
il rapporte deux tourelles latérales moins fines pour loger les tuyaux les plus graves.
Cet instrument à transmission pneumatique tubulaire comprend 21 jeux répartis sur deux claviers manuels de 56 notes et un pédalier de 27 notes.
L’ensemble du buffet composite reste cependant peu homogène au regard de la grandeur de l’édifice.
De même l’assemblage des tuyaux de Piantanida et de Puget est hétéroclite et donne une harmonie sonore de l’ensemble peu satisfaisante.
Actuellement cet instrument n’est plus utilisable : la transmission pneumatique est défectueuse, les notes ne parlent plus ou arrivent en retard.
Si l’orgue n’est pas classé, il est inscrit dans l’inventaire de 1905.

## Description
Les 18 jeux manuels sont répartis en deux claviers :
3 jeux sont au pédalier
| 1er clavier (grand orgue)            | 2e clavier (récit)  | pédalier                              |
| ------------------------------------ | ------------------- | ------------------------------------- |
| bourdon 16'                          | gambe 8'            | flûte 16'                             |
| bourdon 8' (emprunt sur le 16 pieds) | voix céleste 8'     | flûte 8'                              |
| salicional 8'                        | flûte harmonique 8' | soubasse 16' (emprunt au bourdon 16') |
| flûte 8'                             | flûte octaviante 4' |                                       |
| montre 8'                            | octave 2'           |                                       |
| prestant 4'                          | trompette 8'        |                                       |
| doublette 2'                         | basson/hautbois 8'  |                                       |
| plein jeux II à VI rangs             | voix humaine 8'     |                                       |
| trompette 8'                         |                     |                                       |
| clairon 4'                           |                     |                                       |

## Projet de reconstruction
Orange, au patrimoine prestigieux et de renommée culturelle internationale se doit de posséder un instrument en parfait état de fonctionnement. L’objectif est d’avoir un grand instrument moderne de 16 pieds en montre, de type « nouveau classique » permettant d’aborder la musique du XVIIe au XXIe siècle.
L’étude préalable du Maître d’œuvre, Eric Brottier, technicien/expert auprès du ministère de la culture, a montré que l’ensemble de la tuyauterie a « une valeur patrimoniale intéressante ».
La majeure partie de la tuyauterie de Piantanida et de Puget sera utilisée. Seuls les tuyaux abimés ou atteints de la « lèpre » seront exclus du projet de la reconstruction.
Un certain nombre de jeux neufs compléteront l’ensemble afin d’atteindre l’objectif orgue « nouveau classique ». Quinze jeux (sur 21) pourraient  être ainsi réutilisés.
Bien sûr, l’ensemble sera parfaitement ré-harmonisé.
Afin que l’ensemble sonore « respire », le buffet actuel composite n’a aucune valeur architecturale et sa modification semble difficile pour intégrer un grand orgue de 16 pieds.
Les conditions de partenariat étant réunies (état, région, département), la municipalité a lancé un appel d'offres en novembre 2011, à l'issue duquel la manufacture d'orgue Pascal Quoirin à Saint-Didier (Carpentras), dont la qualité du travail est reconnue mondialement, a été retenue. Le nouvel instrument de 16 pieds en montre disposera de 34 jeux (47 registres) répartis sur 3 claviers et un pédalier. Il sera inauguré le 22 juin 2019.
Cette reconstruction s'inscrit dans une démarche de restauration globale du patrimoine religieux d'Orange, engagée depuis près de cinq ans par la municipalité.